# Fraueng’schichten
Fraueng’schichten ist eine Sketchcomedyreihe im BR Fernsehen. Die Hauptrolle in den Sketchen verkörpert jeweils Angela Ascher. Die Folgen der ersten Staffel wurden ab 17. April 2020 jeweils freitags ab 22 Uhr ausgestrahlt. Alle Folgen wurden vorab in der BR-Mediathek ab 14. April veröffentlicht. Die zweite Staffel startete am 19. März 2021 ebenfalls im BR. Die Ausstrahlung der dritten Staffel startete am 18. März 2022.